# Смиткова, Тереза
Тереза Смиткова (чеш. Tereza Smitková; родилась 10 октября 1994 года в Градец-Кралове, Чехия) — чешская теннисистка; победительница одного турнира WTA в одиночном разряде; обладательница Кубка Федерации (2015) в составе национальной сборной Чехии.

## Общая информация
Тереза — одна из двух детей Павла Смитка и Маркеты Смитковой; её старшего брата зовут Ян.
Чешка в теннисе с семи лет; наиболее удачно Смиткова играет на быстрых покрытиях.

## Спортивная карьера

#### Сезон 2012
В 2012 году Терезе Смитковой удалось выиграть 2 турнира серии Futures. В январе удалось победить в Штутгарте (Германия), где в финале чешской теннисистки противостояла спортсменка из Бельгии Марина Заневская. Тереза оказалась сильнее и выиграла встречу со счётом 2-0 (6-4 7-6). В марте Смиткова выиграла свой второй трофей в это году. На Futures  в Великобритании в финале была обыграна теннисистка из Польши Катажина Питер со счётом 2-1 (4-6 6-2 6-1).

#### Сезон 2014
В 2014 года Смиткова выиграла челленджер во Франции. Примечательно, что Тереза не отдала ни одного сета по ходу этого турнира. В финале была обыграна теннисистка из Франции Кристина Младенович со счётом 2-0 (7-6 7-5). Удачные выступления по ходу сезона позволили чешской теннисистке ворваться в первую 100 мирового рейтинга WTA по итогам 2014 года (83).

#### Сезон 2018
В 2018 году удалось завоевать лишь один титул в одиночном разряде. На челленджере в Великобритании Смитковой противостояли более именитые спортсменки. Сначала в 1/4 финала была обыграна теннисистка из Туниса Онс Жабер со счётом 2-1 (6-1 3-6 6-3), а после, в финале, украинская теннисистка Даяна Ястремская 2-1 (7-6 3-6 7-6). Обе соперницы находились на тот момент в топ-100 лучших теннисисток мирового рейтинга WTA.

В апреле - мае 2019 года Смиткова вместе с Денисой Аллертовой из Чехии принимали участие в парном разряде турнира J&T Banka Prague Open, где дошли до полуфинала, но проиграле паре Николь Мелихар(США)/Квита Пешке(Чехия) в упорнейшем драматичном поединке, где судьба матча решилась в чемпионском тай брейке. Первый сет выиграли Пешке/Мелихар со счётом 6-4, второй остался за Аллертовой и Смитковой 6-1, но в решающем тай брейке удача вновь была на стороне Мелихар и Пешке и они выиграли со счётом 10-8 и завоевали титул.

## Рейтинг на конец года
| Год  | Одиночный рейтинг | Парный рейтинг |
| 2015 | 125               | 335            |
| 2014 | 83                | 246            |
| 2013 | 239               | 268            |
| 2012 | 391               | 383            |
| 2011 | 867               | 813            |

## Выступления на турнирах

### Финалы турнировWTAв одиночном разряде (1)

#### Победы (1)
| Легенда:                    |
| --------------------------- |
| Турниры Большого Шлема (0)  |
| Олимпиада (0)               |
| Итоговый чемпионат года (0) |
| Premier Mandatory (0)       |
| Premier 5 (0)               |
| Premier (0)                 |
| International (0)           |
| WTA 125 (1)                 |

| Титулы по покрытиям | Титулы по месту проведения матчей турнира |
| ------------------- | ----------------------------------------- |
| Хард (1)            | Зал (1)                                   |
| Грунт (0)           | Зал (1)                                   |
| Трава (0)           | Открытый воздух (0)                       |
| Ковёр (0)           | Открытый воздух (0)                       |

| №  | Дата          | Турнир         | Покрытие | Соперница в финале  | Счёт       |
| 1. | 9 ноября 2014 | Лимож, Франция | Хард(i)  | Кристина Младенович | 7-6(4) 7-5 |

### Финалы турнировITFв одиночном разряде (6)

#### Победы (4)
| Легенда:         |
| ---------------- |
| 100.000 USD (0)  |
| 75.000 USD (0)   |
| 50.000 USD (0+1) |
| 25.000 USD (1+3) |
| 15.000 USD (0)   |
| 10.000 USD (3+1) |

| Титулы по покрытиям | Титулы по месту проведения матчей турнира |
| ------------------- | ----------------------------------------- |
| Хард (3+1)          | Зал (2+1)                                 |
| Грунт (1+3)         | Зал (2+1)                                 |
| Трава (0)           | Открытый воздух (2+4)                     |
| Ковёр (0+1)         | Открытый воздух (2+4)                     |

| №  | Дата           | Турнир              | Покрытие | Соперница в финале | Счёт           |
| 1. | 22 января 2012 | Штутгарт, Германия  | Хард(i)  | Марина Заневская   | 6-4 7-6(4)     |
| 2. | 17 марта 2012  | Бат, Великобритания | Хард(i)  | Катажина Питер     | 4-6 6-2 6-1    |
| 3. | 15 апреля 2012 | Хвар, Хорватия      | Грунт    | Карла Попович      | 2-6 6-4 6-2    |
| 4. | 19 апреля 2014 | Карши, Узбекистан   | Хард     | Нигина Абдураимова | 6-3 4-6 7-6(4) |

#### Поражения (2)
| №  | Дата            | Турнир           | Покрытие | Соперница в финале | Счёт           |
| 1. | 7 августа 2011  | Илава, Польша    | Грунт    | Ульрикке Эйкери    | 3-6 2-6        |
| 2. | 19 февраля 2012 | Лаймен, Германия | Хард(i)  | Мелани Клаффнер    | 6-2 6-7(5) 1-6 |

### Финалы турнировITFв парном разряде (10)

#### Победы (5)
| №  | Дата            | Турнир          | Покрытие | Партнёрша          | Соперницы в финале                   | Счёт              |
| 1. | 15 апреля 2012  | Хвар, Хорватия  | Грунт    | Мартина Кубичикова | Тереза Мартинцова Петра Роганова     | 6-2 6-4           |
| 2. | 26 августа 2012 | Прага, Чехия    | Грунт    | Йесика Малечкова   | Анастасия Пивоварова Арина Родионова | 6-1 6-4           |
| 3. | 30 июня 2013    | Злин, Чехия     | Грунт    | Мартина Борецкая   | Паула Каня Катажина Питер            | 6-1 5-7 [10-8]    |
| 4. | 17 ноября 2013  | Завада, Польша  | Ковёр(i) | Никола Франкова    | Юстина Егёлка Диана Марцинкевич      | 6-1 2-6 [10-8]    |
| 5. | 27 апреля 2014  | Стамбул, Турция | Хард     | Петра Крейсова     | Михаэлла Крайчек Александра Крунич   | 1-6 7-6(2) [11-9] |

#### Поражения (5)
| №  | Дата             | Турнир                  | Покрытие | Партнёрша          | Соперницы в финале                      | Счёт           |
| 1. | 22 апреля 2012   | Бол, Хорватия           | Грунт    | Йесика Малечкова   | Николь Клерико Анаис Лорендон           | 2-6 0-6        |
| 2. | 25 ноября 2012   | Вендрине, Чехия         | Хард(i)  | Мартина Кубичикова | Йесика Малечкова Катерина Ванькова      | 6-7(2) 2-6     |
| 3. | 25 августа 2013  | Брауншвейг, Германия    | Грунт    | Тереза Маликова    | Клотильда де Бернарди Изабелла Шиникова | 6-3 1-6 [8-10] |
| 4. | 8 сентября 2013  | Местре, Италия          | Грунт    | Петра Крейсова     | Лора Торп Штефани Фогт                  | 6-7(5) 5-7     |
| 5. | 28 сентября 2013 | Лафборо, Великобритания | Хард(i)  | Магда Линетт       | Чагла Бююкакчай Пемра Озген             | 2-6 7-5 [6-10] |

### Финалы командных турниров (1)

#### Победы (1)
| №  | Год  | Турнир          | Команда                   | Соперник в финале                            | Счёт |
| 1. | 2015 | Кубок Федерации | Чехия Не играла в финале. | Россия А.Павлюченкова, М.Шарапова, Е.Веснина | 3-2  |